# Den store krig med Den Tyske Orden
Den store krig med Den Tyske Orden (polsk: Wielka wojna z zakonem krzyżackim), ofte blot kaldet Den store krig, var en krig, der fandt sted i årene 1409 til 1411 mellem Den Tyske Orden på den ene side og de allierede Kongeriget Polen og Storhertugdømmet Litauen på den anden. Krigen begyndte efter lokale samogitiske oprør inspirerede Den Tyske Orden til at invadere Polen i august 1409. Da ingen af siderne var parate til en regulær krig lykkedes det Wenzel 4. af Luxemburg at forhandle en 9-måneders våbenhvile på plads.
Efter våbenhvilen udløb i juni 1410 blev krigermunkene fra Den Tyske Orden besejret i Slaget ved Grunwald, der blev et af de største slag i det middelalderlige Europa. Størstedelen af Ordenens ledelse blev dræbt eller taget til fange. Selvom de var besejret så modstod Ordenens riddere belejringen af deres hovedstad i Marienburg (Malbork) og led kun minimale territoriale tab i Freden i Thorn (1411). De territoriale stridigheder varede ved frem til Freden i Melno i 1422. Ridderordenen genvandt dog aldrig sin tidligere styrke - hårde krigsskadeerstatninger medførte finansielle problemer, interne konflikter og en generelt økonomisk nedgang i Den Tyske Ordensstat. 
Krigen markerede et skifte i magtbalancen i Centraleuropa, og blev starten på den polsk-litauiske unions tid som dominerende magtfaktor i regionen.